# Szkoła wyrzutków
Szkoła wyrzutków – pierwszy, oficjalny album poznańskiej grupy WSRH. Wydawnictwo ukazało się 7 kwietnia 2012 nakładem wytwórni Unhuman Familia. Gościnnie w nagraniach wystąpili: Pih, Chada, Rafi, Paluch, Koni, Ogniwo, Jajo, Bezczel, RY23, Ero, Cleo.

## Lista utworów
Opracowano na podstawie materiału źródłowego.
1. „Intro”
2. „2”
3. „Nie przyszliśmy tu by przegrać” (gościnnie: Pih, Chada)
4. „Poeta napalmu”
5. „Prawda” (gościnnie: Rafi)
6. „Nienormalne taśmy 1” (gościnnie: Mikser)
7. „Hitchcock”
8. „Klason” (gościnnie: Paluch)
9. „Najgłośniejsi”
10. „(Prawie) Normalne życie” (gościnnie: Koni)
11. „BDF Intro”
12. „Brain Dead Familia”
13. „Nienormalne taśmy 2” (gościnnie: Mikser)
14. „Chłód miasta” (gościnnie: Ogniwo, Jajo)
15. „Szkoła wyrzutków”
16. „Dziwne dni” (gościnnie: Bezczel)
17. „Napadam na banki” (gościnnie: RY23, Ero, Cleo)
18. „Styl”
19. „Niżej podpisani”